# Metaneckera menziesii
Metaneckera menziesii är en bladmossart som beskrevs av Steere 1967. Metaneckera menziesii ingår i släktet Metaneckera och familjen Neckeraceae. Inga underarter finns listade i Catalogue of Life.